# Hægebostad
Hægebostad es un municipio noruego, situado en la provincia de Agder. Hægebostad  fue creado como municipio el 1 de enero de 1838. Eiken se segregó de Hægebostad  el 1 de enero de 1916 pero se fusionó de nuevo con Hægebostad  el 1 de enero de 1963.
El municipio no dispone de salida al mar, y limita con Åseral al noreste, Kvinesdal al oeste, Lyngdal al sur y Audnedal  al este.

## Información general

### Nombre
El municipio (originalmente, la parroquia) recibe su nombre de la antigua granja Hægebostad (en Noruego antiguo Helgabólstaðir), cuando la primera iglesia fue construida. El primer elemento del topónimo es heig- que significa sagrado y el último, es la forma plural de bólstaðr que significa finca o granja. Antes de 1889, el topónimo se escribía Hegebostad.

### Escudo
El escudo fue diseñado en tiempos modernos. Fue aprobado el 4 de abril de 1986. Las armas muestran dos espadas en oro y plata sobre campo de gules. Representan las espadas de Snartemo y Eiken, que datan de los siglos IV-VI, y que fueron encontradas en el municipio.
(Ver también el escudo de Balestrand)

### Medio natural
El río Lygna, protegido de cualquier tipo de aprovechamiento energético, discurre de norte a sur del municipio. Además hay 988 pequeños y grandes lagos dentro del término municipal. El río y los lagos presentan buenas condiciones para la pesca debido a los limos.
El municipio tiene una vida salvaje rica observándose poblaciones de arces, castores, ciervos, liebres, águilas y linces. El norte del municipio es la zona de pastos más meridional de renos salvajes en Noruega.

### Transportes e infraestructuras
La carretera nacional 42 (RV42) atraviesa el municipio en dirección este-oeste, y la carretera nacional 43 (RV43) conecta por el sur con la E39. La línea del Sørland tiene parada en Hægebostad en la estación de Snartemo. La estación está situada entre dos de los túneles ferroviarios más largos de Noruega:  túnel de Kvineshei y el túnel de Hægebostad.
El Instituto Meteorológico noruego (MET Norway), Avinor y el NPRA gestionan en colaboración un gran radar en la cumbre de Satksteinliknuten (631 m.). Entró en funcionamiento en el año 2000 y cubre el área sur de Noruega y las aguas cercanas.